# Litla Brunøya
Litla Brunøya ou Litla Brunøy est une île norvégienne dans le landskap Sunnhordland du comté de Vestland. Elle appartient administrativement à Tysnes.

## Géographie
Rocheuse et couverte d'arbres, elle s'étend sur environ 274 m de longueur pour une largeur approximative de 122 m. 